# Acosmium dasycarpum
Acosmium dasycarpum är en ärtväxtart som först beskrevs av Julius Rudolph Theodor Vogel, och fick sitt nu gällande namn av Gennady Pavlovich Yakovlev. Acosmium dasycarpum ingår i släktet Acosmium och familjen ärtväxter.

## Underarter
Arten delas in i följande underarter:
- A. d. dasycarpum
- A. d. glabratum

## Bildgalleri

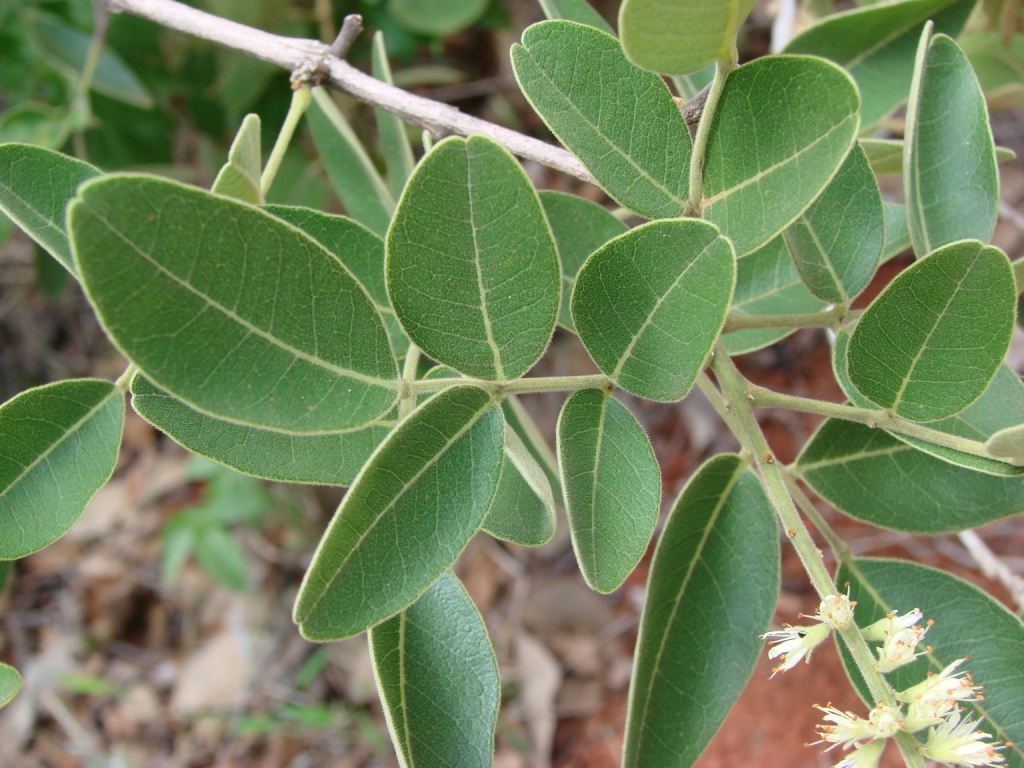